# Adelobasileus
Adelobasileus é um gênero extinto de proto-mamíferos do período Triássico Superior, há 225 milhões de anos. É representado apenas pelo registro fóssil e apenas uma parte de seu crânio foi descoberto no Texas.